# Chianti (Wein)

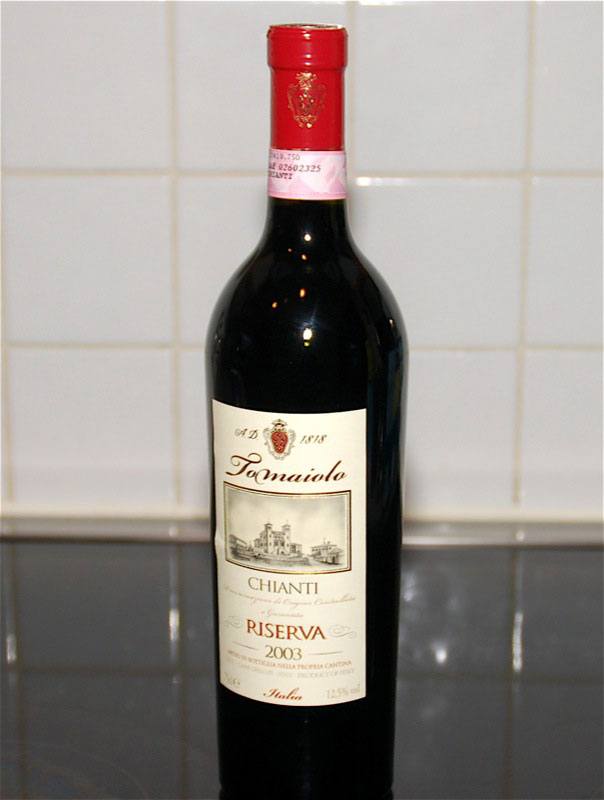
Chianti Riserva (DOCG)

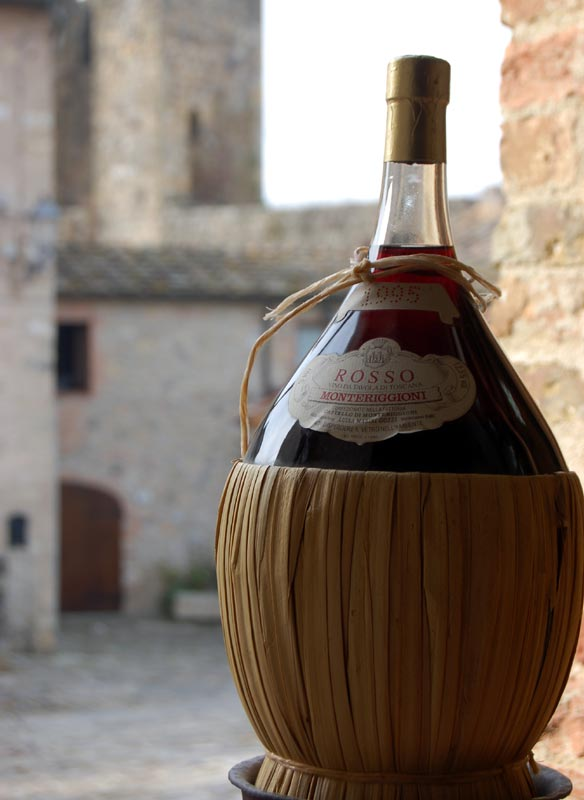
Chianti in einer traditionellen Bast-Flasche (fiasco)

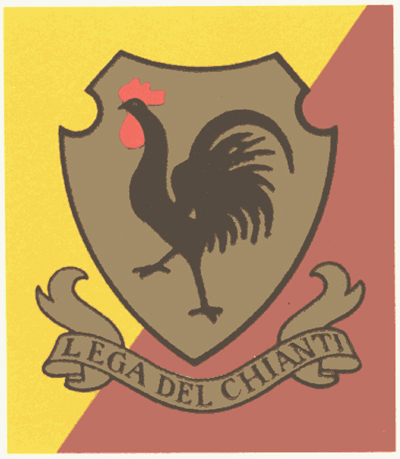
Wappen der Chianti-Liga mit dem Schwarzen Hahn

Chianti [ˈki̯anti] ist ein Rotwein aus der Toskana, der im Wesentlichen aus der Sangiovese-Traube besteht. Er wird in einem Gebiet erzeugt, das einen Großteil der mittleren Toskana umfasst. Chianti war früher das Synonym für italienischen Wein schlechthin und wurde traditionell in strohumflochtenen Flaschen (fiasco) verkauft. Mit der Bezeichnung Chianti werden zwei bedeutende Rotweine („Chianti DOCG“ und „Chianti Classico DOCG“) erzeugt sowie zwei Dessertweine („Vin Santo del Chianti DOC“ und „Vin Santo del Chianti Classico DOC“). Die Rotweine erhielten beide ihre „kontrollierte und garantierte Herkunftsbezeichnung“ (Denominazione di Origine Controllata e Garantita) am 2. Juli 1984, nachdem sie vorher bereits seit 1967 als DOC-Weine zertifiziert waren. Der „Vin Santo del Chianti“ erhielt seine kontrollierte Herkunftsbezeichnung (DOC) am 28. August 1997. Der „Vin Santo del Chianti Classico“ besitzt seit dem 24. Oktober 1995 eine „Denominazione di origine controllata“.

## Geschichte
Schon in etruskischer Zeit wurde in der Toskana Wein angebaut. Seit dem Mittelalter ist der Anbau und Handel wegen der damaligen wirtschaftlichen Bedeutung der Toskana gut dokumentiert. Als Name eines Weines wird der Chianti erstmals 1398 in einer Korrespondenz des Kaufmanns Francesco Datini erwähnt, allerdings als Weißwein.
Die Bezeichnung Chianti wurde wahrscheinlich aus einem etruskischen Familiennamen abgeleitet und bezeichnete ursprünglich die Hügellandschaft zwischen Baliaccia und Monte Luco. Der Name wurde später auf die Ortschaften Castellina, Radda und Gaiole erweitert und bildete den territorialen Kern der mittelalterlichen Chianti-Liga (ital. Lega del Chianti). Diese war ein politisches und militärisches Bündnis unter der Herrschaft des Stadtstaates Florenz zur Verwaltung und Verteidigung des Chianti-Gebietes. Diese Zone bildet heute den südlichen Teil des Chianti-Classico-Gebietes. Der Schwarze Hahn als Wappentier der Chianti-Liga ist später zum Wahrzeichen des Chianti Classico geworden.
Im Jahr 1716 entstand durch einen Erlass des Großherzogs der Toskana, Cosimo III. de’ Medici eines der ersten Weingesetze. In diesem definierte er eine geschützte Herkunftsbezeichnung für den Chianti und bestimmte Regeln für die Vermarktung und Produktion. Dieser Schritt kann als ein Vorläufer der heutigen DOC- und DOCG-Produktionsbestimmungen betrachtet werden.

### Ausweitung des Produktionsgebietes
Mit der wachsenden Popularität des Chianti und wichtigen politischen Entscheidungen ging die Ausweitung seines Produktionsgebietes einher. Anfang der 1930er Jahre wurde die Dalmasso-Kommission von Rom in die Toskana entsandt, um das Produktionsgebiet des Chianti neu festzulegen. Der Abschlussbericht der Kommission war die Grundlage der 1932 beschlossenen signifikanten Erweiterung des Produktionsgebietes. Das historische Chianti-Gebiet, das nun Chianti Classico hieß, wurde um sechs Zonen erweitert. Das Anbaugebiet bestand ab 1932 aus den Zonen: Classico, Montalbano, Rufina, Colli Fiorentini, Colli Senesi, Colli Aretini und Colline Pisane. Als letzte Unterzone wurde 1997 Montespertoli anerkannt. Von der ursprünglichen Kernzone hatte sich das Anbaugebiet nach Norden über die Florentiner Berge, nach Osten bis Arezzo, nach Süden weit über Siena hinaus und nach Westen bis nach Pisa an die thyrrhenische Küste ausgebreitet. Im Chianti-Anbaugebiet wurden im Jahr 2014 auf ca. 21.000 Hektar 1 Mio. Hektoliter DOCG-Wein erzeugt.
Weiterhin definierte die Dalmasso-Kommission Chianti als einen Gattungswein ohne hierarchische Unterschiede, als guten aber nicht erstklassigen Tischwein für ein breites Publikum. Diese Betrachtungsweise, die noch in den späteren DOC- und DOCG-Bestimmungen ihren Niederschlag fand, sollte einen Teil des Prestiges der historischen Kernzone zu einem breiteren Wohl aller Erzeuger auf das ausgeweitete Anbaugebiet übertragen.
So ging mit der Zeit die Identität des Chianti verloren. Nicht zuletzt war er einstmals an ein konkretes Bild einer Herkunftsregion – die sanfte Hügellandschaft zwischen Florenz und Siena – gebunden und steht nun für einen Rotweintyp aus einem riesigen, nicht homogenen Gebiet. Anbaugebiete in den hohen Lagen des Chianti Rufina und heiße Gebieten knapp oberhalb des Meeresspiegels wie sie in der Maremma vorkommen, bieten den Trauben sehr unterschiedliche Bedingungen und bedingen somit große Qualitäts- und Stilschwankungen.

### Bettino Ricasoli
Territorial war das Chianti-Produktionsgebiet durch den Erlass von Cosimo III. de’ Medici erstmals gesetzlich bestimmt worden. Eine Festlegung der zu verwendenden Rebsorten sollte erst im 19. Jahrhundert durch den Staatsmann und toskanischen Großgrundbesitzer Baron Bettino Ricasoli erfolgen. Dieser entwickelte nach jahrzehntelanger Forschungsarbeit das sogenannte „Chianti-Rezept“: 70 Prozent Sangiovese, 20 Prozent Canaiolo, 10 Prozent Malvasia (weiß). Dies war das Ergebnis einer über 25-jährigen Arbeit in Weinberg und Keller. Aus heutiger Sicht fällt auf, dass nur toskanische Sorten verwendet wurden. Internationale Rebsorten waren zu dieser Zeit aber sehr wohl bekannt und wurden im Weinbau der Toskana durchaus in Betracht gezogen. Im Jahr 1851 führte eine Bildungsreise Ricasoli in die führenden Weinbauregionen Frankreichs Bordeaux, Beaujolais, Burgund und das Languedoc. Daraufhin ließ er auf seinem Weingut Castello di Brolio versuchsweise Weinberge mit fremden Rebsorten, z. B. Grenache, Cabernet Sauvignon, Pinot Noir, Carignano bestocken. Dass er bei seinem Rezept nach über 25 Jahren Versuchen an einheimischen Rebsorten festhielt, war also Ausdruck seiner Überzeugung, dass diese die besten Resultate lieferten. In einem Brief beschrieb er die Charakteristik der Rebsorten: „Der Wein erhält vom Sangioveto die Grundlage seines Dufts (worauf ich besonders ziele) und eine gewisse Ausdrucksstärke, vom Canaiolo die Lieblichkeit, welche die Rohheit des ersteren mildert, ohne ihm den Duft zu nehmen, obwohl er selbst welchen besitzt; die Malvasia, auf die man bei Lagerweinen auch verzichten kann, verdünnt den Wein aus den ersten beiden Sorten, steigert seinen Geschmack und macht ihn leichter, sodass er für die tägliche Tafel besser geeignet ist.“ Die Verwendung der immer wieder umstrittenen Weißweinsorten war also schon für Ricasoli nur für Alltagsweine zu empfehlen und für qualitativ höherwertige Weine nicht unbedingt notwendig.
Ausgangspunkt seiner Arbeit war Anfang des 19. Jahrhunderts die Notwendigkeit, für die Überschussware Wein Absatzmärkte außerhalb der Toskana zu erschließen. Durch eine Qualitätssteigerung sollte die Marke Chianti international vermarktbar werden. Weiterhin war es notwendig, die Haltbarkeit der Weine und damit auch ihre Transportfähigkeit zu verbessern.

### Supertoskaner
Obwohl die Supertoskaner genannten Weine offiziell keine Chianti sind, hat ihr Erscheinen die Entwicklung und die internationale Aufmerksamkeit, die dem Chianti zuteilwurde, stark beeinflusst. 1971 revolutionierte das Weingut Marchesi Antinori mit dem Tignanello den toskanischen Weinbau. Der damalige Inhaber Piero Antinori war überzeugt, einen großen Rotwein außerhalb der damaligen DOC-Regularien produzieren zu können. Er verzichtete auf den damals obligaten Anteil weißer Trauben, verwendete die französischen Rebsorten Cabernet Sauvignon und Cabernet Franc, ließ seinen Wein in Barriques reifen und folgte damit einem durch das Bordeaux geprägten Leitbild. Da dieser Wein den DOC-Produktionsregeln nicht entsprach, wurde er als einfacher Tafelwein, heute IGT, vermarktet. Durch den großen kommerziellen Erfolg und das große publizistische Aufsehen bedingt, entstanden in der Folge viele Weine, die einen „internationalen“ Weintypus in der Weinwelt des Chianti etablierten. Seither wird im Chianti eine Vielzahl an Weinstilen erzeugt, mit der Folge, dass an der Spitze der Preis- und Qualitätshierarchie vieler Weingüter kein DOCG-Wein, sondern ein IGT-Wein steht.

## Das Chianti-Gebiet mit seinen Unterzonen

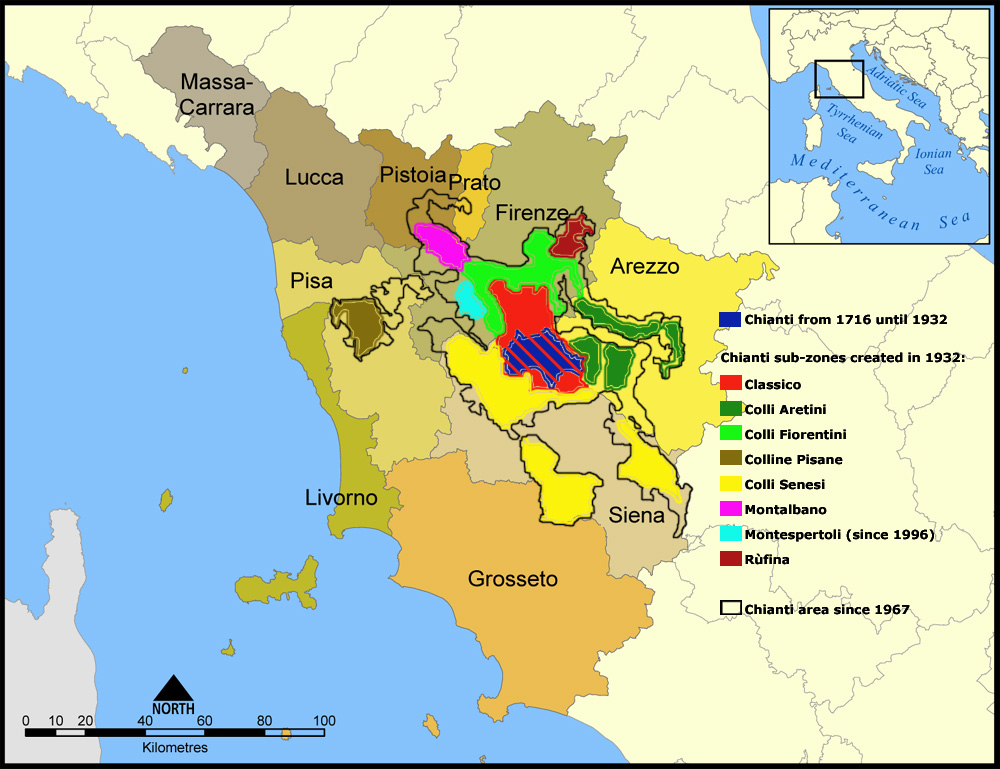
Die verschiedenen Unterzonen des Chianti-Gebietes

Innerhalb des DOCG-Gebietes gibt es acht Unterzonen, die aber nicht das gesamte Chianti-Gebiet abdecken. Weine, die nicht in einer dieser Unterzonen hergestellt sind, oder die dort gültigen strengeren Produktionsregeln nicht erfüllen, tragen nur das Prädikat Chianti DOCG.
Die Unterzonen sind auf dem Etikett und der Banderole angegeben:
- Classico DOCG: diese Zone umfasst das Ursprungsgebiet des Chianti bis 1932 und einige Rebhänge nördlich und südlich davon.
- Colli Fiorentini DOCG (Hügel um Florenz): Hügellandschaft zu beiden Seiten des Arno südlich von Florenz.
- Colli Senesi DOCG (Hügel um Siena): südlichste Chianti-Zone, die sich teilweise mit den Anbaugebieten des Brunello und Vino Nobile di Montepulciano überschneidet.
- Rúfina DOCG: kleine Zone (ca. 600 ha) nordöstlich von Florenz um Pontassieve, Teile des Rufina gehörten schon zum Chianti-Gebiet, das durch Erlass von Cosimo III. de’ Medici (siehe oben) bestimmt wurde.
- Colli Aretini DOCG (Hügel um Arezzo): westlich von Arezzo, zwischen Pontassieve und Cetona
- Colline Pisane DOCG (Hügel um Pisa): westlichste Unterzone, südlich von Pisa gelegen
- Montalbano DOCG: Zone in den Provinzen Prato und Florenz, namensgebend ist der Berg Montalbano.
- Montespertoli DOCG: jüngstes und kleinstes Chianti-Gebiet (seit 1998), zwischen Empoli und dem Elsa-Tal. Die Gemeinde Montespertoli gab dieser Zone ihren Namen[6]

## Produktion

### Vergleich der Produktionsbestimmungen
| Vergleich der Produktionsbestimmungen des Chianti DOCG und der Unterzonen (Superiore in Klammern), [Gran Selezione in eckigen Klammern] | Vergleich der Produktionsbestimmungen des Chianti DOCG und der Unterzonen (Superiore in Klammern), [Gran Selezione in eckigen Klammern] | Vergleich der Produktionsbestimmungen des Chianti DOCG und der Unterzonen (Superiore in Klammern), [Gran Selezione in eckigen Klammern] | Vergleich der Produktionsbestimmungen des Chianti DOCG und der Unterzonen (Superiore in Klammern), [Gran Selezione in eckigen Klammern] | Vergleich der Produktionsbestimmungen des Chianti DOCG und der Unterzonen (Superiore in Klammern), [Gran Selezione in eckigen Klammern] | Vergleich der Produktionsbestimmungen des Chianti DOCG und der Unterzonen (Superiore in Klammern), [Gran Selezione in eckigen Klammern] | Vergleich der Produktionsbestimmungen des Chianti DOCG und der Unterzonen (Superiore in Klammern), [Gran Selezione in eckigen Klammern] | Vergleich der Produktionsbestimmungen des Chianti DOCG und der Unterzonen (Superiore in Klammern), [Gran Selezione in eckigen Klammern] | Vergleich der Produktionsbestimmungen des Chianti DOCG und der Unterzonen (Superiore in Klammern), [Gran Selezione in eckigen Klammern] | Vergleich der Produktionsbestimmungen des Chianti DOCG und der Unterzonen (Superiore in Klammern), [Gran Selezione in eckigen Klammern] |
| | DOCG | Classico | Colli Aretini | Colli Fiorentini | Colli Senesi | Colline Pisane | Montalbano | Montespertoli | Rùfina |
| --- | --- | --- | --- | --- | --- | --- | --- | --- | --- |
| Hektarhöchstertrag (t/ha) | 9,0 | 7,5 | 8,0 | 8,0 | 8,0 | 8,0 | 8,0 | 8,0 | 8,0 |
| Höchstertrag Hektoliter (hl/ha) | 63 (52,5) | 52,5 | 56 (52,5) | 56 (52,5) | 56 (52,5) | 56 (52,5) | 56 (52,5) | 56 (52,5) | 56 (52,5) |
| Mindestalkoholgehalt (%) | 11,5 (12) | 12 (12,5) [13,5] | 11,5 (12,5) | 12,0 (12,5) | 12 (13) | 11,0 | 11,0 | 11,0 | 11,0 |
| Mindestextrakt (g/l) | 20 (22) | 23 [26] | 21 (22) | 21 (22) | 21 (23) | 21 | 21 | 21 | 21 |
| Mindestanteil Sangiovese (%) | 70 | 80 | 70 | 70 | 75 | 70 | 70 | 70 | 70 |
| Weißweintrauben erlaubt (bis %) | 10 | nein | 10 | 10 | 10 | 10 | 10 | 10 | 10 |
| Mindestlagerung (Monate ab 1. Januar nach der Ernte)                                                                                    | 2 | 9 (24) [30] | 2 | 8 | 2 | 2 | 2 | 5 | 8 |

### Governo-Verfahren
Governo (auch: Governo all'uso toscano) bezeichnet eine für den Chianti typische Kellertechnik, durch die der Wein einer zweiten bzw. verlängerten Gärung unterzogen wird. Nach der Ernte wird ein Teil des Traubenmaterials nicht zur sofortigen Vinifizierung verwendet, sondern angetrocknet, um einen höheren Zuckergehalt der Beeren zu erreichen. Die übrigen Trauben werden auf herkömmliche Art verarbeitet. Nach Abschluss der alkoholischen Gärung wird dem Wein der Most der zuvor teilrosinierten Trauben zugefügt, wodurch eine weitere Gärung in Gang gesetzt wird. Der Wein wird voller, alkoholreicher und weist ein runderes, weicheres Geschmacksbild auf. Die Ursprünge des Governo-Verfahrens reichen bis in das Mittelalter zurück und wurde später im „Chianti-Rezept“ des Baron Ricasoli sogar vorgeschrieben. In Zeiten, in denen eine Temperaturkontrolle während der Weinbereitung noch nicht möglich war, stellte diese Technik die Möglichkeit dar, einen Wein vollständig durchgären zu lassen oder die malolaktische Gärung zu initiieren.
Heute ist das Governo-Verfahren aus kellertechnischer Sicht nicht mehr erforderlich, sondern vielmehr durch seine aromaverändernden Auswirkungen in Kritik geraten. Wird es heute angewendet, ist eine Kennzeichnung auf dem Etikett obligatorisch. Eine ähnliche Technik wird zur Herstellung des Ripasso della Valpolicella benutzt.

## Chianti Classico DOCG

### Anbaugebiet
Der Chianti Classico – also der Wein, dessen Trauben in dem Gebiet zwischen Florenz und Siena angebaut wurden – hat eine Sonderstellung innerhalb der Unterzonen. Er ist der „historische“ Chianti, der zwar häufig mit der Chianti DOCG verwechselt wird, aber beide gelten als eigenständige Weinkategorien. Das Konsortium „Chianti Classico“ mit Sitz in Tavarnelle Val di Pesa hat zahlreiche Auflagen beschlossen, um sich vom übrigen Chianti-Gebiet abzugrenzen.
Im Jahr 2016 wurden von 5455 ha Rebfläche 286.388 hl Classico-Wein erzeugt.

### Besonderheiten
- Das eigene Markenzeichen „Gallo Nero“, der Schwarze Hahn, der sich auf Flaschenhals und Banderole befindet.[2]
- Der Chianti Classico hat die strengsten Vorschriften bezüglich Höchstertragmengen, Extraktgehalt und Reifezeit.
- Chianti Classico fordert den höchsten Mindestanteil an Sangiovese.
- Er ist der einzige Chianti, der keinen Zusatz von weißen Rebsorten erlaubt.
- Im Chianti-Classico-Gebiet darf kein Chianti DOCG mehr produziert werden. Damit entfällt die Möglichkeit, falls die strengeren Produktionsvorschriften nicht eingehalten werden, den Wein zu deklassieren.
- Das Konsortium hat im Jahr 2013 für den Chianti Classico eine neue höchste Qualitätsstufe eingeführt, die Gran Selezione.[13]
- Der Einsatz des Governo-Verfahrens ist für den Chianti Classico nicht vorgesehen.

### Produktionsvorschriften
Laut Denominazione:
- Minimum-Anteil an Sangiovese-Trauben: 80 %
- andere rote Traubensorten (einheimisch z. B.: Canaiolo, Colorino; international z. B.: Cabernet Sauvignon, Merlot) zu maximal 20 %
- weiße Traubensorten (z. B. Trebbiano und Malvasia Bianca Lunga) dürfen ab der Weinernte 2006 nicht mehr verwendet werden.
- Verkauf: Chianti Classico: frühestens am 1. Oktober ein Jahr nach der Ernte; „Riserva“: frühestens 24 Monate nach dem Erntejahr, davon mindestens drei Monate in der Flasche; „Gran Selezione“: frühestens 30 Monate nach dem Erntejahr, davon mindestens drei Monate in der Flasche.[13]

### Beschreibung
- Farbe: Chianti Classico: rubinrot, mehr oder weniger intensiv; „Riserva“: intensiv rubinrot, bei Alterung Tendenz zu granatrot
- Geruch: Chianti Classico: intensiv, blumig, charakteristisch; „Riserva“: intensiv, fruchtig, anhaltend
- Geschmack:  Chianti Classico: trocken, frisch, fruchtig, leicht tanninhaltig, was sich im Laufe der Zeit verstärkt; „Riserva“: trocken, ausgewogenes Tannin
- Volumenanteil Alkohol: für Chianti Classico: mind. 12 %; Riserva: mind. 12,5 %
- Trockenextrakt: mind. 23 g/l
- Säure: mind. 4,5 g/l
- Gesamtzuckergehalt: max. 4 g/l

## Chianti DOCG
Laut Denominazione:

### Anbaugebiet
„Chianti DOCG“ und „Chianti Superiore DOCG“ wird in allen Weinbaugebieten innerhalb des Chianti erzeugt, die nicht im „Chianti Classico“-Gebiet liegen. Würde er in einer der Unterzonen angebaut und erzeugt, muss dies auf dem Etikett angegeben werden, also z. B. „Chianti Colli Senesi DOCG“.
Im Jahr 2016 wurden von 14.266 ha Rebfläche 835.089 hl Wein erzeugt.

### Produktionsvorschriften
- Minimum-Anteil an Sangiovese-Trauben: 70 %
- Cabernet Franc und Cabernet Sauvignon dürfen, einzeln oder gemeinsam, zu höchstens 15 % enthalten sein
- Weiße Rebsorten dürfen, einzeln oder gemeinsam, zu höchstens 10 % zugesetzt werden
- Verkauf: Chianti: frühestens am 1. März im Jahr nach der Ernte; Riserva (mit Angabe einer Unterzone): frühestens 2 Jahre nach der Ernte

### Beschreibung
- Farbe: lebendiges Rubinrot mit der Tendenz zu Granatrot bei Reifung
- Geruch: manchmal intensiv weinig, bisweilen Aromen von Veilchen, bekommt bei Reifung einen ausgeprägteren Charakter und Finesse
- Geschmack: ausgewogen, fruchtig, leicht tanninhaltig, was sich bei Reifung zu weich und samtig verfeinert. Weine, die dem Governo-Verfahren unterzogen wurden, präsentieren sich lebhaft und rund
- Volumenanteil Alkohol: für Chianti: mind. 11,5 Vol.-%; für „Riserva“ und „Superiore“: mind. 12,0 Vol.-%
- Säure: mind. 4,5 g/l
- Trockenextrakt: mind. 20 g/l; für „Superiore“: mind. 22 g/l
- Gesamtzuckergehalt: max. 4 g/l

## Die Dessertweine
Die Dessertweine, die eine sehr lange Tradition in der Toskana haben, besitzen erst seit Mitte, bzw. Ende der 1990er-Jahre eine „kontrollierte Herkunftsbezeichnung“ (DOC).

### Vin Santo del Chianti Classico
Die verwendete Rebsorten sind: mindestens 60 % Trebbiano Toscano und Malvasia sowie höchstens 40 % andere weiße und rote Rebsorten, die für den Anbau in der Region Toskana zugelassen sind.
Wenn für die Herstellung mindestens 80 % Sangiovese-Trauben verwendet werden, darf die Bezeichnung „Occhio di Pernice“ („Auge des Rebhuhns“ – roséfarbene Variante) ergänzt werden.

### Vin Santo del Chianti
Die verwendete Rebsorten sind: mindestens 70 % Trebbiano Toscano und Malvasia Bianca Lunga sowie höchstens 30 % andere weiße und rote Rebsorten, die für den Anbau in der Region Toskana zugelassen sind.
Wenn für die Herstellung mindestens 50 % Sangiovese-Trauben verwendet werden, darf die Bezeichnung „Occhio di Pernice“ („Auge des Rebhuhns“ – roséfarbene Variante) ergänzt werden.